# George McGill
George McGill (Russell, 1879. február 12. – Wichita, 1963. május 14.) az Amerikai Egyesült Államok szenátora (Kansas, 1930–1939).